# Monségur, Gironde
Monségur är en kommun i departementet Gironde i regionen Nouvelle-Aquitaine i sydvästra Frankrike. Kommunen ligger i kantonen Monségur som tillhör arrondissementet Langon. År 2022 hade Monségur 1 585 invånare.

## Befolkningsutveckling
Antalet invånare i kommunen Monségur
Referens:INSEE